# Karol Zając
Karol Zając (* 19. Mai 1913 in Czarny Dunajec; † 18. Mai 1965) war ein polnischer Skirennläufer. Zając gehörte in den 1930er Jahren zu den besten Skifahrern seines Landes.
1934 wurde er erstmals polnischer Vizemeister in der Abfahrt. Zwei Jahre darauf nahm er in Garmisch-Partenkirchen an den Olympischen Winterspielen teil. In der Kombinationswertung kam er auf den 28. Platz und war damit der Zweitbeste des polnischen Teams. Sein stärkstes Jahr hatte Zając 1938. Er errang in der Abfahrt den einzigen polnischen Meistertitel seiner Karriere und kam im Slalom sowie der Kombination jeweils auf den zweiten Platz. Im gleichen Jahr nahm er an den Alpinen Skiweltmeisterschaften in Engelberg teil. Sein bestes Resultat dort erzielte er in der Abfahrt mir Rang 23.    
Anfang 1940 floh er auf Skiern über die Tatra nach Ungarn und weiter in den Westen, wo er sich polnischen Armeeeinheiten anschloss. Nach Kriegsende kehrte er nicht nach Polen zurück.